# Hałyniec 1
Hałyniec 1 (biał. Галынец 1; ros. Голынец 1; pol. hist. Hołyniec) – wieś na Białorusi, w obwodzie mohylewskim, w rejonie mohylewskim, w sielsowiecie Bujniczy, przy linii kolejowej Osipowicze – Mohylew.